# Mariakapel (Rennemig)

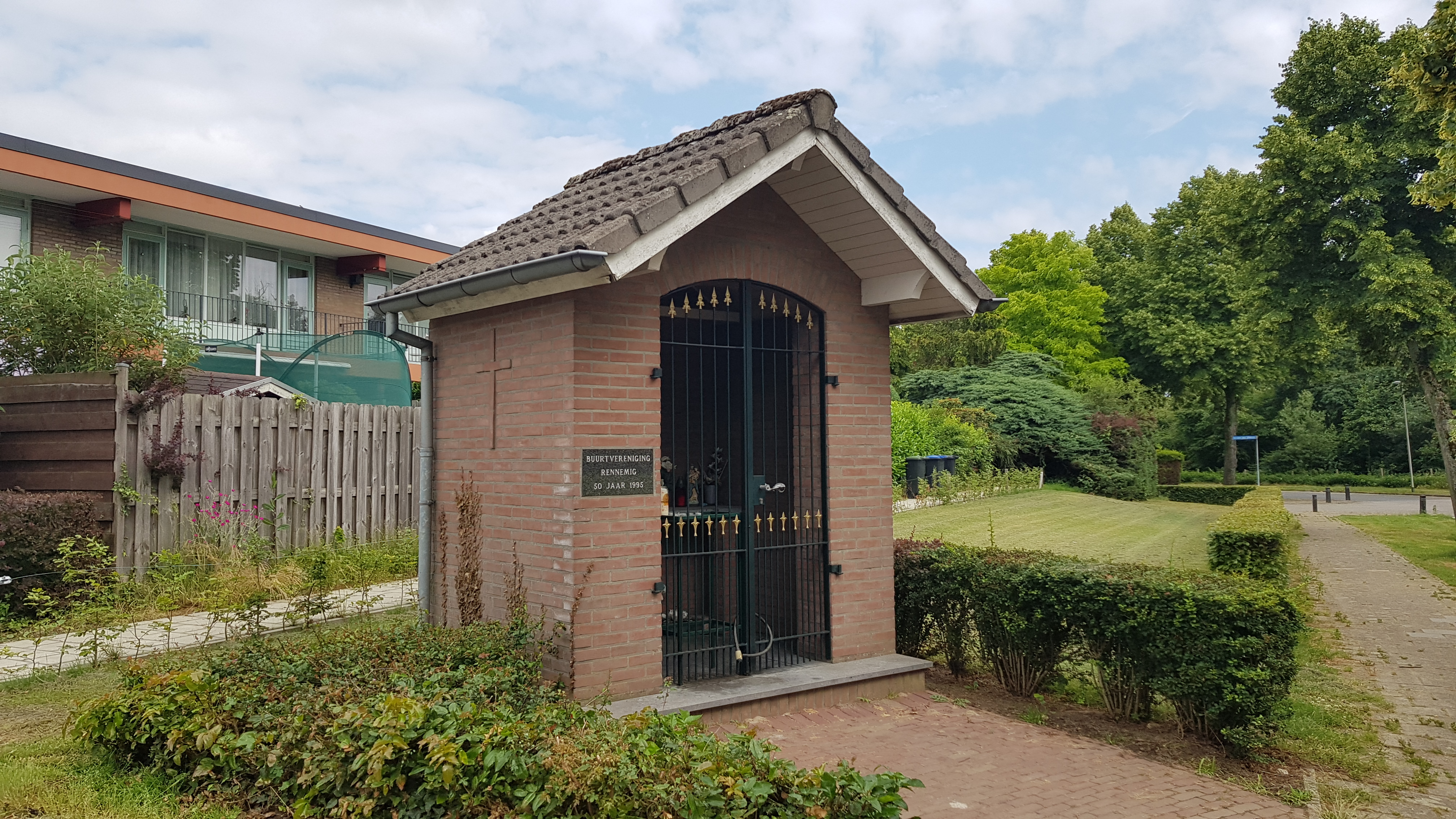
Mariakapel

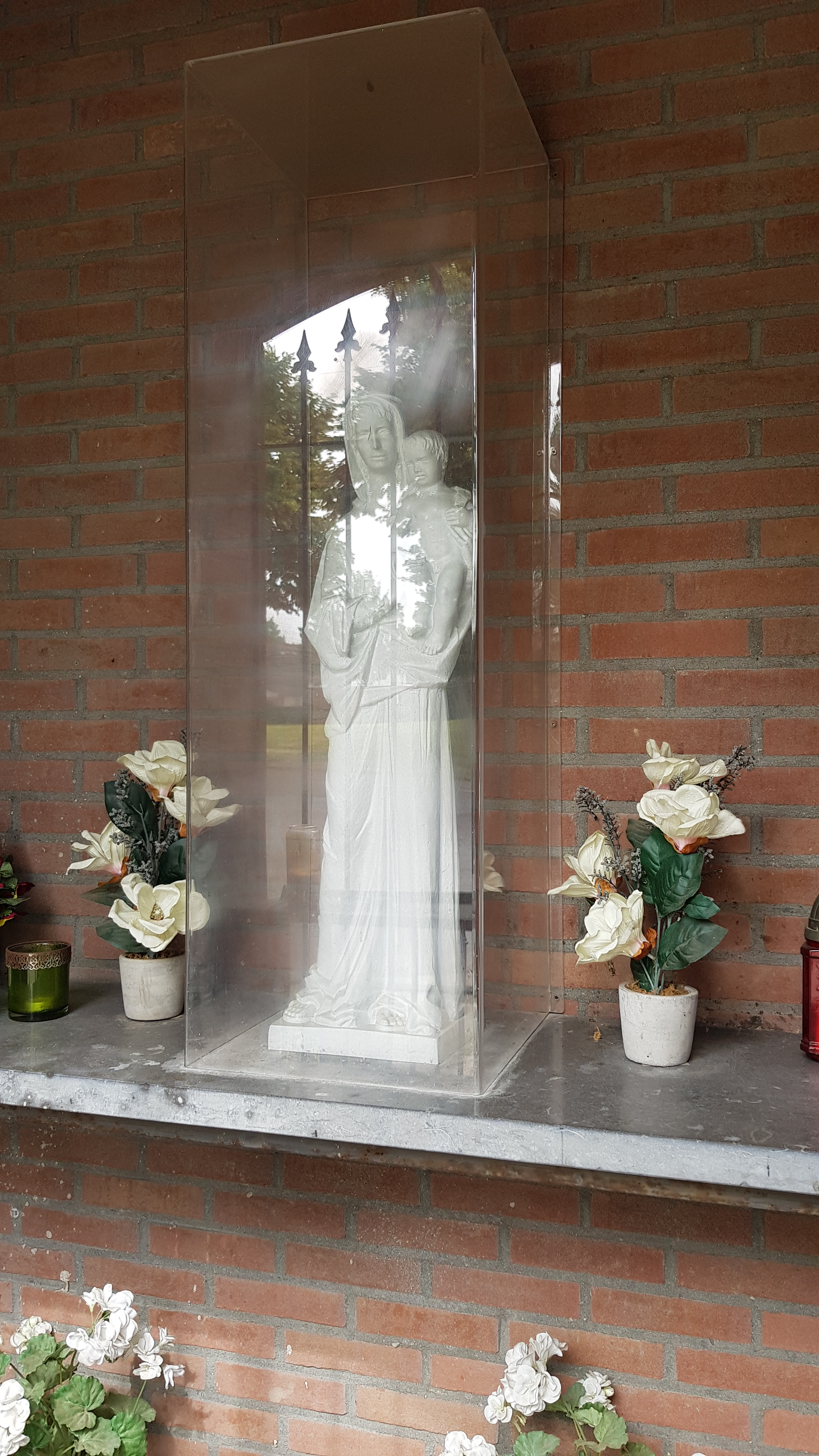
Mariabeeld in de kapel

De Mariakapel is een kapel in de wijk Rennemig in de Nederlands Zuid-Limburgse gemeente Heerlen. De kapel staat op de hoek van de Litscherboord en de Ingenieur C. Blankevoortstraat.
De kapel is gewijd aan Maria.

## Geschiedenis
In 1995 werd de kapel gebouwd vanwege het 50-jarig bestaan van de buurtvereniging Rennemig. Op 17 december 1995 werd de kapel door de pastoor van Heerlerheide ingezegend.

## Bouwwerk
De bakstenen kapel is gebouwd op een rechthoekig plattegrond van anderhalf bij anderhalve meter en wordt gedekt door een overstekend zadeldak met anthracietkleurige pannen. De kapel is ongeveer drie meter hoog, heeft geen vensters en in de zijgevels is met uitspringende bakstenen een kruis gevormd. In de frontgevel is de segmentboogvormige toegang aangebracht die wordt afgesloten met een zwart smeedijzeren hek. Links naast de toegang is een gevelsteen aangebracht met de tekst:

BUURTVERENIGING
RENNEMIG
50 JAAR 1995

Van binnen is de kapel sober met tegen de achterwand het altaar. Op het altaar is het Mariabeeld geplaatst dat beschermd wordt door glas. Het beeld toont Maria met het kindje Jezus op haar linkerarm.